# Ja Shīrān
Ja Shīrān (persiska: جا شیران) är en ort i Iran.   Den ligger i provinsen Västazarbaijan, i den nordvästra delen av landet, 600 km väster om huvudstaden Teheran. Ja Shīrān ligger 1 339 meter över havet och antalet invånare är 350.
Terrängen runt Ja Shīrān är kuperad åt sydväst, men åt nordost är den platt.Runt Ja Shīrān är det ganska tätbefolkat, med 108 invånare per kvadratkilometer. Närmaste större samhälle är Naqadeh, 12,6 km öster om Ja Shīrān. Trakten runt Ja Shīrān består till största delen av jordbruksmark.